# Toucan à gorge citron
Ramphastos citreolaemus
Espèce
Statut de conservation UICN

 NT A3c+4c : Quasi menacé
Synonymes
- Ramphastos vitellinus citreolamus
- Ramphastos citrolaemus

Le Toucan à gorge citron (Ramphastos citreolaemus) est une espèce d'oiseaux de la famille des Ramphastidae.

## Taxonomie
Cette espèce a longtemps été considérée comme une sous-espèce du Toucan ariel (Ramphastos vitellinus).

## Répartition
Son aire de répartition s'étend sur le nord de l'écozone néotropicale (Colombie et Venezuela).